# Burgstall Purk

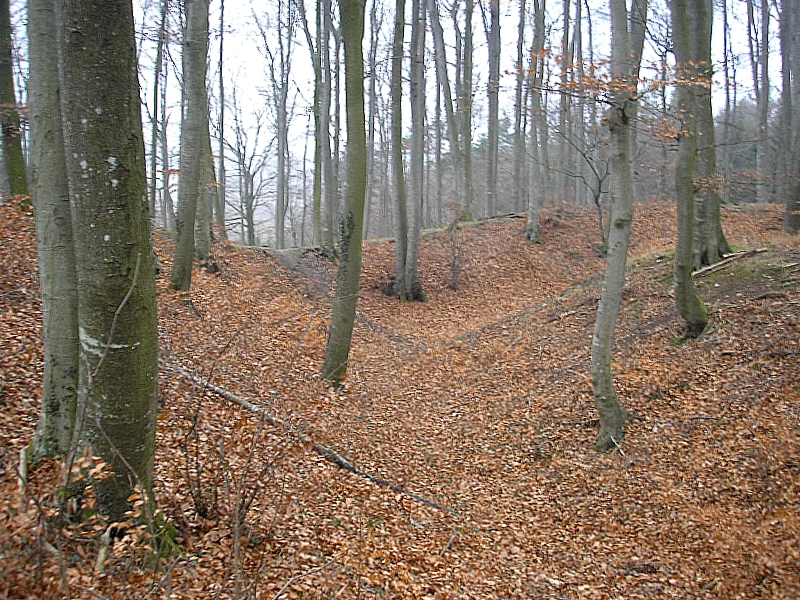
Der südwestliche Grabenbereich von Osten

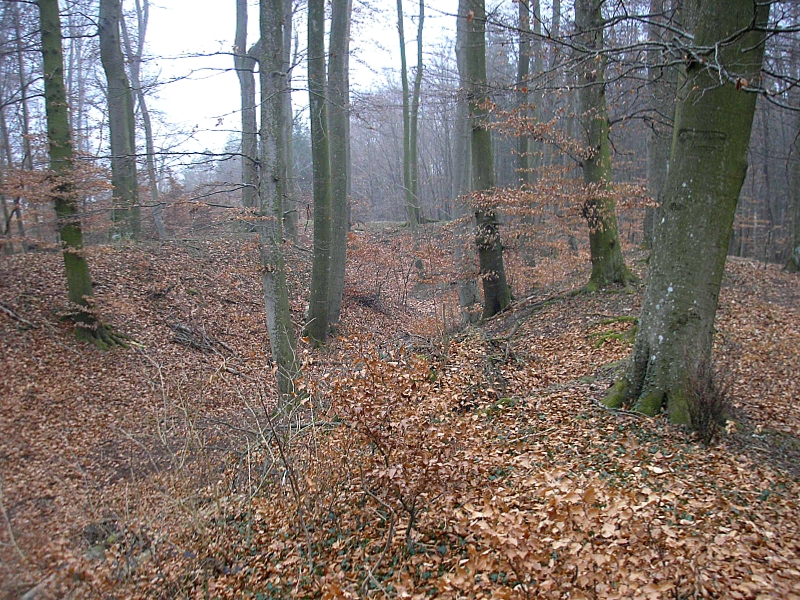
Die Südwestecke der Befestigung von Norden

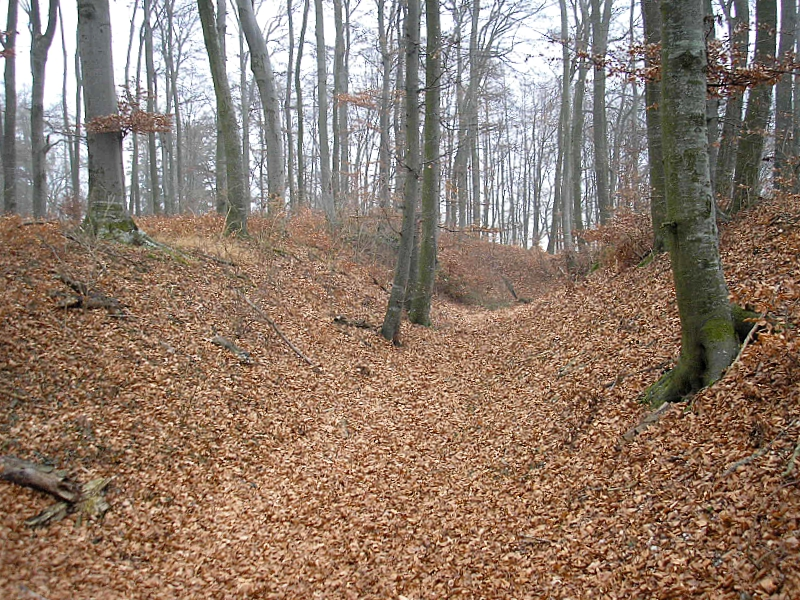
Der südliche Grabenbereich nach Osten

Der Burgstall Purk (Purxl) bezeichnet eine abgegangene Höhenburg auf einer bewaldeten Anhöhe über dem Moorenweiser Gemeindeteil Purk im Landkreis Fürstenfeldbruck in Oberbayern. Die Anlage befindet sich 200 m südwestlich der Pfarrkirche Hl. Kreuz in Purk. Die gut erhaltenen Erdwerke der vierseitigen Wehranlage dürften noch auf das frühe Mittelalter zurückgehen.

## Geschichte
Bereits der Name des Dorfes verweist auf die Burganlage südwestlich der Ansiedlung. Die Bevölkerung bezeichnete das Bodendenkmal früher als „Römerschanze“. Tatsächlich verlief in der römischen Kaiserzeit die Straßenverbindung zwischen Augsburg und Salzburg nur wenig südlich des Burgberges. Am Fuß des Hügels wurden bereits Ende des 19. Jahrhunderts die Reste von zwei römischen Gebäuden gefunden. Später entdeckte man noch zwei Münzschätze der Zeit zwischen 137 und 171 n. Chr. Einige Fundstücke befinden sich heute im Stadtmuseum im nahen Fürstenfeldbruck. Das Gelände wurde bisher noch nicht in größerem Maße archäologisch untersucht. Weitere Befunde aus der näheren Umgebung deuten jedoch auf eine größere Ansiedlung beiderseits der Römerstraße, die wohl bis in das 4. Jahrhundert bestand (Münzfunde der Zeit um 370 n. Chr.)
Der Burgberg wurde jedoch bereits während  der Jungsteinzeit und der Bronzezeit aufgesucht (Bodenfunde: Keramik, eine Lanzenspitze u. a.).
Die ungewöhnliche Konzeption der Wallbefestigung spricht für eine frühmittelalterliche Datierung der angeblich (örtliche Überlieferung) erst im 14. Jahrhundert aufgelassenen Veste. Der im 12. Jahrhundert mehrfach erwähnte Ortsadel (Ulrich, Friedrich, Gotesalk, Tagino und Hoholt de Burch) saß möglicherweise innerhalb der älteren Wallanlagen. Allerdings sind keine eindeutigen Merkmale einer hochmittelalterlichen Weiternutzung des Burgplatzes im Gelände erkennbar. Der Beiname „de Burch“ bzw. „de Purch“ kann auch auf einen nur leicht befestigten oder gar unbefestigten Hof im Ort hindeuten.
Der Kreisheimatpfleger Toni Drexler bezweifelt deshalb die Funktion der Wallanlage als hochmittelalterlichen Ministerialen- bzw. Adelssitz. Möglicherweise handelt es sich hier um einen älteren – vielleicht königlichen – karolingischen oder ottonischen Herrenhof (curtis). Hierauf verweist besonders die Ähnlichkeit der Anlage zum nahen Burgstall Haldenberg bei Mammendorf. Hier soll im 9. Jahrhundert ein königliches Gut gelegen haben. Die eindrucksvollen Wallanlagen des Burgstalles Purk könnten auf einen Ausbau aus der Zeit der Ungarneinfälle zurückgehen. Im Augsburger Umland haben sich zahlreiche Befestigungsanlagen dieser Zeitstellung erhalten.

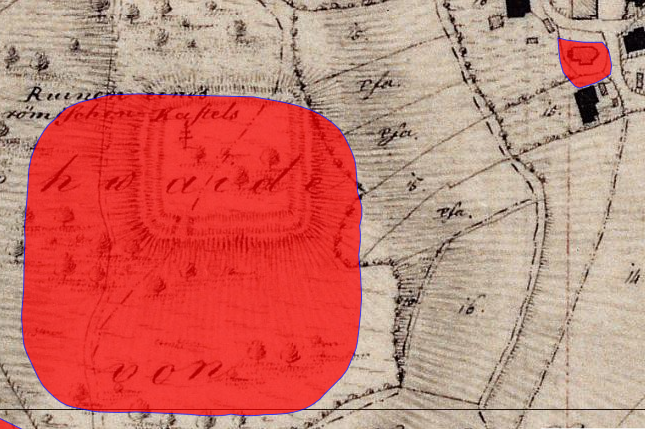
Lageplan von Burgstall Purk (Moorenweis) auf dem Urkataster von Bayern

## Beschreibung
Die annähernd quadratische Wall-Graben-Anlage (ca. 75 × 80 Meter) wurde fortifikatorisch geschickt auf der Anhöhe angelegt. Die mäßig steilen Hänge fallen auf drei Seiten etwa 20 bis 30 Meter ab. Hier schützen ungefähr vier bis fünf Meter hohe Vorwälle ohne Außengraben den Burgplatz. Der umlaufende Innengraben erreicht Tiefen von bis zu fünf Metern. Der nahezu ebene Innenraum liegt ca. eineinhalb bis zwei Meter unter der Wallkrone des Außenwalles.
Auf der flacheren Nordseite ist der Vorwall nur schwach ausgeprägt. Hinter dem Graben sitzt ein noch etwa einen Meter hoher Abschnittswall auf dem  Rand des Burgplateaus, der wohl auf eine verstürzte Holz-Erde-Mauer zurückgehen dürfte. Die übrige Innenbefestigung bestand wahrscheinlich nur aus Palisaden oder Flechtwerkzäunen.
Im Nordosten und Südwesten sind die Wallanlagen durch Zufahrten unterbrochen. Das Burginnere ist hier über Erdbrücken zugänglich.
Obwohl die Burg der örtlichen Überlieferung nach erst im 14. Jahrhundert aufgegeben worden sein soll, finden sich im Gelände keine Reste hochmittelalterlichen Ziegelschuttes oder sonstige Merkmale einer steinernen Innenbebauung. Die viereckige Konzeption der Wehranlage findet nur wenige Kilometer nordöstlich ihr Gegenstück im Burgstall Haldenberg. Eine weitere ähnliche Wallburg sitzt bei Puch (Fürstenfeldbruck) auf einer Hangkante. Allerdings machte hier die Ecklage nur die Anlage eines winkelförmigen Wallzuges nötig.
Im Innenraum befinden sich zwei Holzkreuze (anno 1911 und anno 2011). Bei diesen findet jährlich am 3. Oktober eine gut besuchte Waldmesse (Bergmesse) statt.
Bis in die 1990er Jahre fand vor dem nördlichen Burgeingang das jährliche Waldfest durch die Nachbarortschaft Steinbach statt. Zu diesem Zweck wurde auch ein Tanzpodium aufgebaut, deren  Betonsockel noch erhalten sind.
Das Bayerische Landesamt für Denkmalpflege verzeichnet das Bodendenkmal als „Burgstall des hohen Mittelalters ("Burxl")“ unter der Denkmalnummer D 1-7832-0037.